# Type 100 Machinepistool
Het Type 100 Machinepistool (一〇〇式機関短銃, Hyaku-shiki kikan-tanjū) was een Japans machinepistool dat werd gebruikt tijdens de Tweede Wereldoorlog en het enige machinepistool dat in enige hoeveelheid door Japan werd geproduceerd. Het werd gemaakt in twee basisvarianten die Amerikaanse en Britse waarnemers de Type 100/40 en de Type 100/44 noemen, de laatste ook bekend als de Type 100 (vereenvoudigd). Een klein deel van de eerdere versie werd omgezet in varianten met een inklapbare kolf, soms door de geallieerden aangeduid als de Type 100 Navy, gemaakt voor parachutisten.

## Prototypes
Japan kwam verrassend laat met de introductie van het machinepistool bij zijn strijdkrachten. Hoewel ~ 6.000 modellen van de SIG Bergmann 1920 (een gelicentieerde versie van de Duitse MP 18 ) en enkele Solothurn S1-100 's in de jaren 1920 en 30 werden gekocht van Zwitserland en Oostenrijk, en werden gebruikt bij de invasie van China in 1937, massaproductie van een inheems machinepistool begon pas in 1944.
Terwijl de Europese invoer werd gebruikt, was de Japanse ontwikkeling van machinepistolen tot stilstand gekomen. Nadat eerdere prototypes ontworpen en gebouwd door de Nambu wapenfabriek, het Experimental Model 1 machinepistool en Experimental Model 2 machinepistool, ontoereikend bleken, werden in augustus 1937 nieuwe eisen geformuleerd door het leger. Het nieuwe, eenvoudigere ontwerp was gebaseerd op de geïmporteerde Europese " Bergmann Type " machinepistolen, die effectief waren gebruikt in beide veldslagen van Shanghai door Japanse mariniers. Dit leidde tot de ontwikkeling van het Experimental Model 3 machinepistool in 1938. De eerste versie stond bekend als Model 3A, maar na enkele wijzigingen werd Model 3B in april 1939 geïntroduceerd. Het ontving over het algemeen positieve resultaten bij het testen en het werd aanbevolen om een partij van 200 wapens te produceren voor militaire tests met infanterie, cavalerie en reserve-eenheden. Verdere eisen werden gesteld voor verhoogde nauwkeurigheid en een manier om de standaard Type 30 bajonet te monteren. Een deel van de wapens voor cavalerie-eenheden werd gemonteerd met een bipod en een zicht tot 1500 meter om het vermogen te beoordelen in vergelijking met het omvangrijke Type 11 lichte machinegeweer .

## Vroege versie
In november 1939 kwam de uitgave van de Type 3C, die een looprem met dubbele gleuf bevatte. Na bijna volledige voltooiing van de testcyclus van deze versie, werd het in de zomer van 1940 door het Japanse imperiale leger aangenomen als het Type 100 machinepistool (in de westerse literatuur bekend als de "Type 100/40"). Er werd echter geen grote opdracht gegeven voor het nieuwe wapen, omdat de belangstelling van het leger zich had gericht op het nieuwe 7,7 mm Type 99 lichte machinegeweer . Er was geen "machinepistool" nodig in de tactiek van het keizerlijke leger. Onder een militair contract met lage prioriteit begon de Type 100 in augustus 1942 te worden ingezet, met een aantal van niet meer dan 1.000 eenheden, waarvan ongeveer 200 werden omgezet in opvouwbare kolfmodellen voor gebruik door parachutisten van het leger . Deze werden geconverteerd (samen met vergelijkbare ontwerpen voor Arisaka-geweren ) na problemen met wapens die apart in de zakken van de parachutisten werden neergezet, zoals in de Slag om Palembang, en waren bedoeld om te worden opgeslagen in een zak die aan de buik van de springer was bevestigd. De parachutistenversie werd door de geallieerden aangeduid als de "Type 100 Navy".
Beperkte aantallen van het vroege Type 100-model werden eind 1942 geleverd aan de Solomon-eilanden voor militaire processen. Een kleine partij werd afgeleverd in Guadalcanal, maar de rest van de zendingen werden tot zinken gebracht voordat ze hun doel bereikten. Enkele zeer vroege modellen, zonder de snuitrem, maar met een bipod en een zicht tot 1500 meter (de "cavalerievariant" van het Model 3B), werden door de Britten in de late stadia van de Birma-campagne gevangen genomen door Japanse versterkingen. Van de parachutistenvariant werden sommige op Luzon gevangen genomen tijdens de Filippijnencampagne .

## Late versie

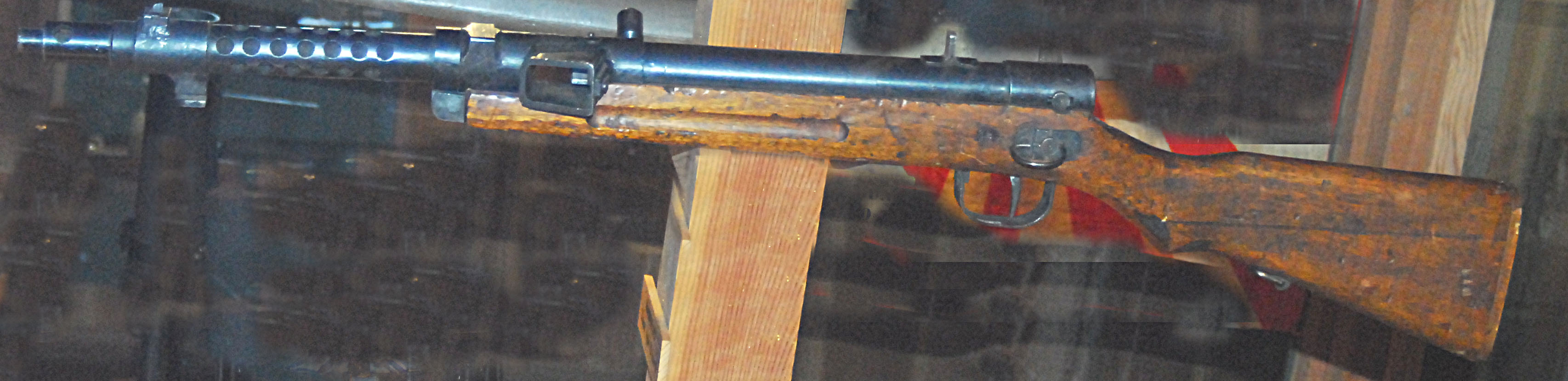
Type 100 te zien in Battery Randolf US Army Museum, Honolulu.

Naarmate de oorlog voortduurde, nam de vraag naar machinepistolen enorm toe. In januari 1944 begon, op contract van het leger, grootschalige productie van de Type 100. In verband met de "vervangende standaard" -varianten van lagere kwaliteit van andere Japanse wapens om de snelheid te verhogen en de productiekosten te verlagen, zijn een aantal wijzigingen aangebracht om de Type 100 te vereenvoudigen. Dit leidde tot het latere model van 1944 van de Type 100, in het westen bekend als de "Type 100/44". De 1944-variant was iets langer, met eenvoudige ijzeren vizieren en een sterk vereenvoudigde snuitrem bestaande uit twee poorten geboord in de loop. De grote bajonetmontagestaaf werd verwijderd, waarbij de bajonet in plaats daarvan op de loop moest worden gemonteerd; bijgevolg stak de snuit meer uit zijn geperforeerde jas. Hoeken werden in productie gesneden, waardoor veel Type 100's met ruw afgewerkte voorraden met ruw gelast metaal achterbleven. Het resulterende wapen toonde goede betrouwbaarheid met lage terugslag en bevredigende nauwkeurigheid voor werken op korte afstand. In totaal zijn er ongeveer 7.500 geproduceerd.
Latere versie Type 100's werden gebruikt door speciale eenheden van het keizerlijke leger en werden aangetroffen in handen van parachutistenaanvallen in de Filippijnencampagne en in de Slag om Okinawa, met name gebruikt door de Giretsu Kuteitai . Na de oorlog werd een beperkt aantal van de latere versies geleverd door de Amerikaanse regering om de Japanse politie te bewapenen